# Tojeść gajowa
Tojeść gajowa (Lysimachia nemorum  L.) – gatunek byliny z rodziny pierwiosnkowatych. 

## Rozmieszczenie geograficzne
Zasięg gatunku obejmuje Europę w strefie umiarkowanej i Azję Mniejszą, jest dość powszechna na obszarach górskich. We florze Polski występuje na stanowiskach naturalnych głównie na południu kraju, w Karpatach i Sudetach oraz na ich przedpolu, a ponadto często także na Pojezierzu Kaszubskim. W pozostałych regionach jest rzadka.

## Morfologia
PokrójRoślina wieloletnia o długości pędów do 15–30 cm.
ŁodygaŁodygi płożące lub podnoszące się, nagie. Pod ziemią roślina posiada kłącze.
LiścieJajowate lub jajowatosercowate o długości od 2 do 4 cm, zaostrzone na końcu, bez kropek, błyszczące.
KwiatyZłocistożółte, małe, wyrastające pojedynczo lub po kilka z kątów górnych liści na bardzo cienkich, nagich szypułkach, dłuższych od liści. Kielich głęboki podzielony na 5 lub 6 segmentów.
OwoceTorebki zawierające liczne, płaskie i okrągłe nasiona.

## Biologia i ekologia

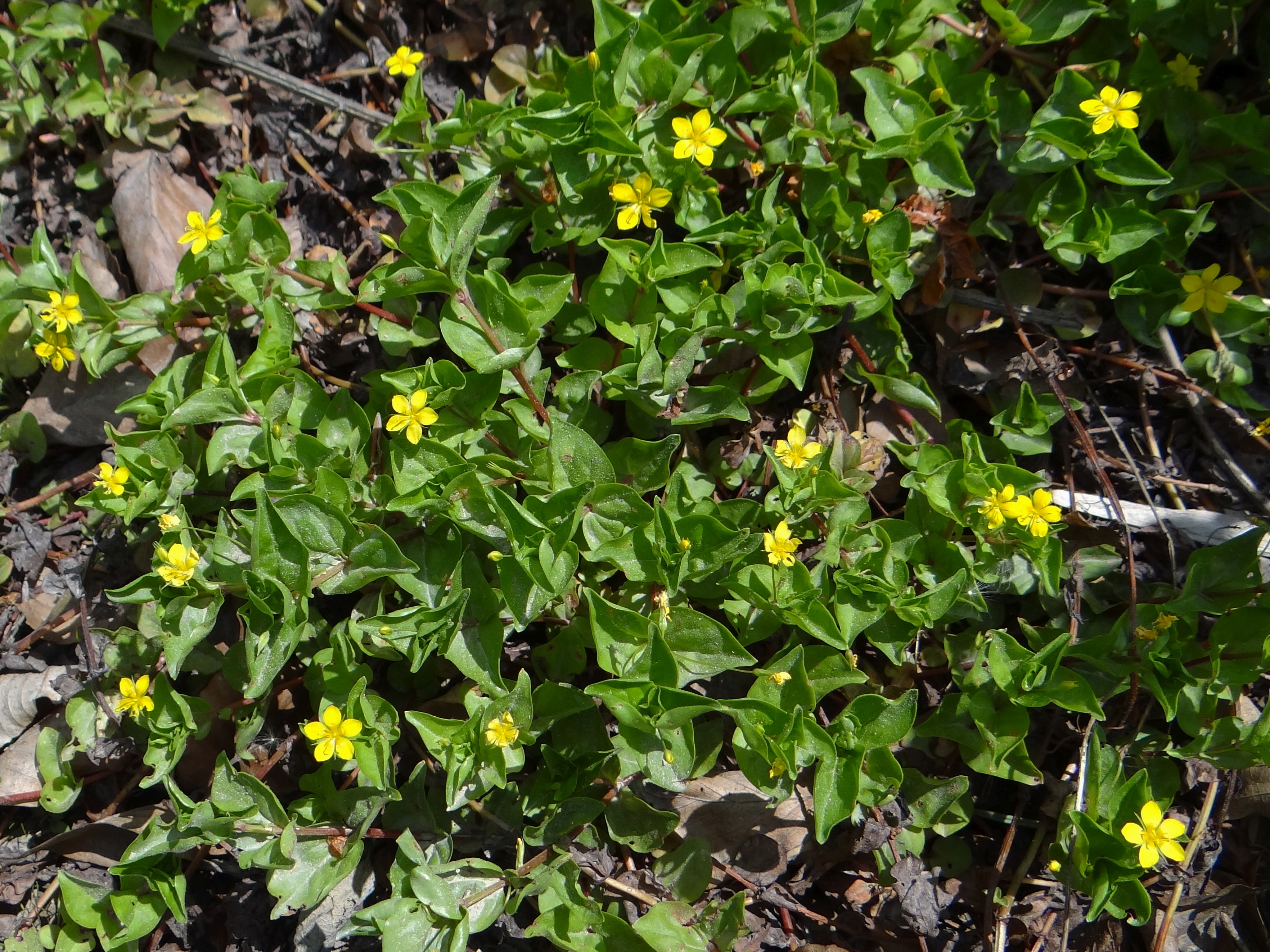
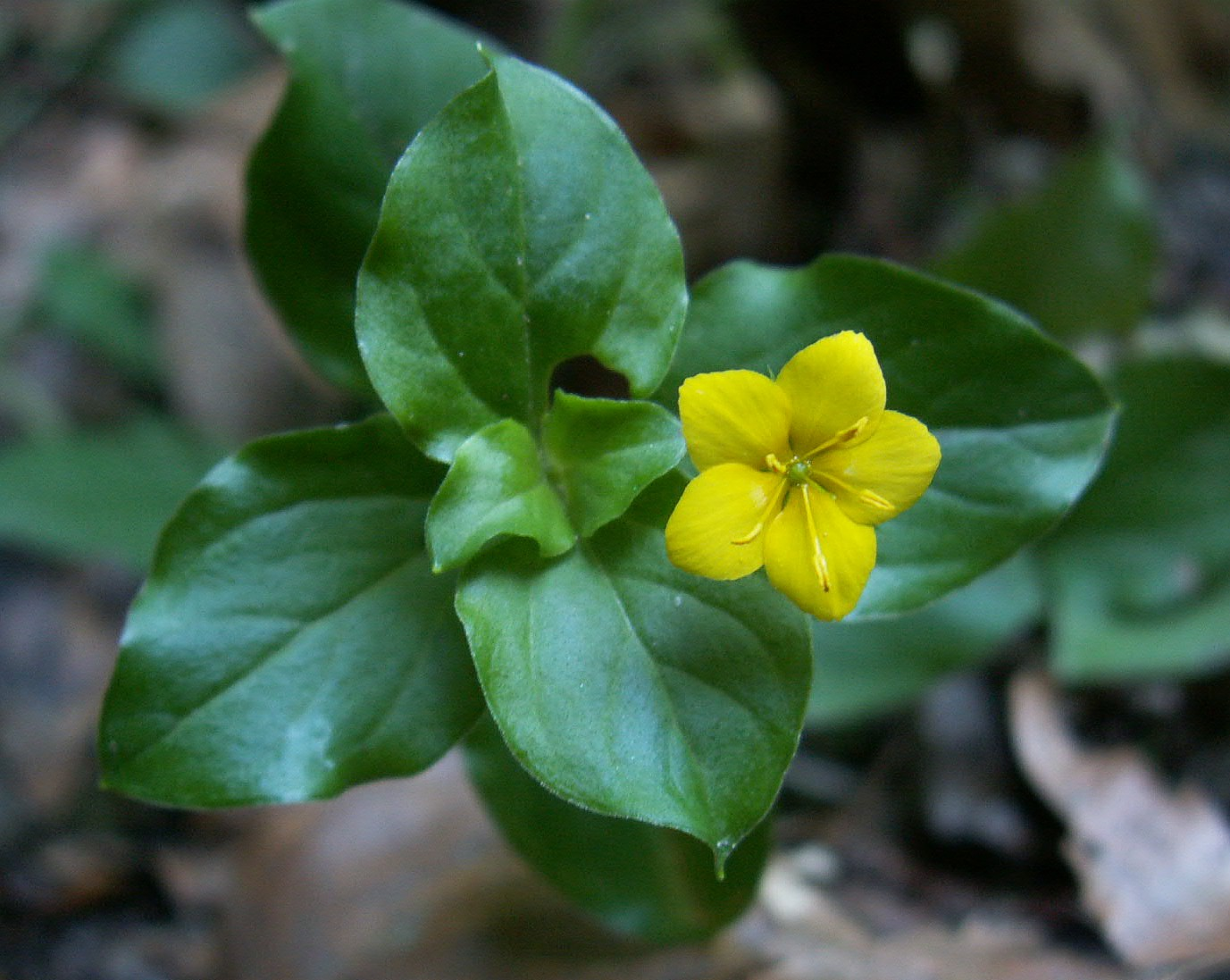
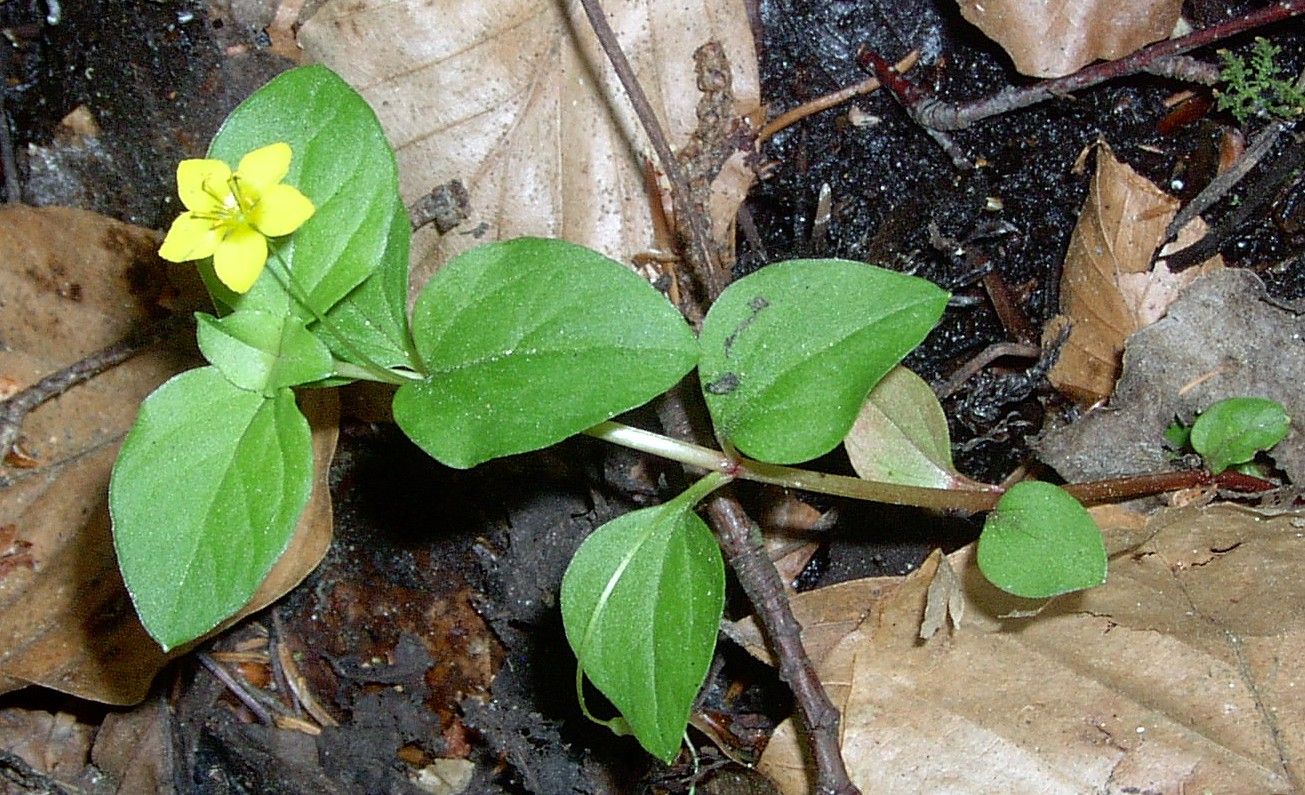

RozwójBylina, chamefit zielny — niskopączkowy. Kwitnie w okresie od maja do sierpnia. Dobrze znosi mrozy. Rosnąc w cienistych lasach jest rzadko odwiedzana przez owady, dlatego często dochodzi do samozapylenia. Rozsiewana jest przez wiatr, który – potrząsając torebkami z nasionami – rozsiewa je.
SiedliskoRośnie w  wilgotnych lasach i zaroślach oraz na ich skrajach, na glebach zasadowych, zasobnych, umiarkowanie wilgotnych. Preferuje stanowiska umiarkowanie zacienione, umiarkowanie chłodne warunki klimatyczne.
FitosocjologiaW klasyfikacji zbiorowisk roślinnych gatunek charakterystyczny (Ch.) dla rzędu (O.)  Fagetalia sylvaticae, grupy zespołów (GrAss.) (Cardaminenion). Gatunek wyróżniający (D.) dla grupy zespołów  (GrAss.) łęgi podgórskie i górskie (Alnenion glutinoso-incanae). Gatunek subatlantycki. W Polsce kwitnie od maja do lipca.
GenetykaLiczba chromosomów 2n = 16, 18, 28.